# Praia da Nazaré
A praia da Nazaré
A Praia da Nazaré é um bairro, à beira-mar, de uma das mais tradicionais vilas piscatórias portuguesas da Estremadura, a Nazaré, possuindo a praia de banhos mais concorrida do litoral Oeste português, onde ainda se podem encontrar, no areal, algumas mulheres vestidas com o tradicional traje de sete saias, a cuidar do peixe que seca ao sol, alinhado sobre estacas.
A praia de banhos, completamente integrada na área urbana pelo casario da marginal, é limitada a norte pelo promontório e a sul e pelo molhe do porto de abrigo, conservando no Verão as tradicionais barracas de pano com riscas de cores fortes. Banhada por um mar por vezes bravio e com ondulação forte, é ideal para a natação, o surf e o bodyboard.
As primeiras construções, umas pequenas barracas de madeira, na Praia da Nazaré, ou melhor dizendo naquela que então se designava por Praia da Pederneira datam do século XVIII, pois até esta época eram comuns os ataques de piratas, o que desaconselhava o povoamento da beira-mar. Nesta época o local estava incluído nos Coutos de Alcobaça, pelo que qualquer construção ali levantada necessitava da autorização do mosteiro de Alcobaça. A característica organização da malha urbana da Praia da Nazaré, com ruas paralelas entre si a acabar na praia, dever-se-á provavelmente a directrizes urbanísticas dos monges de Alcobaça.
Para apreciar a beleza do areal em toda a sua extensão bem como o casario da Praia da Nazaré vale a pena subir ao Sítio da Nazaré, através do funicular da Nazaré com mais de cem anos, que liga o centro da vila ao seu ponto mais alto.

## Características e Serviços da Praia de Banhos
- Bandeira Azul
- Temperatura média da água no Verão (°C): 16-18 °C
- Acesso para deficientes
- Aluguer de toldos/chapéus de Sol
- Duches
- Surf
- Bodyboard
- Voleibol
- Gaivotas